# Вікторія Георгієва
Вікторія Георгієва (болг. Виктория Георгиева; професійно відома під псевдонімом Вікторія; нар. 21 вересня 1997, м. Варна, Болгарія) — болгарська співачка та авторка пісень. Почала свою творчу кар'єру після участі в четвертому сезоні талант-шоу X Factor Bulgaria. Представниця Болгарії на пісенному конкурсі «Євробачення-2021». Попередньо вона мала представляти Болгарію на нині скасованому «Євробаченні-2020», з піснею «Tears Getting Sober».

## Біографія

### Ранні року
Вікторія Георгієва народилася 21 вересня 1997 року в болгарському місті Варна. Вона почала співати в одинадцять років. Через деякий час Георгієва вступила до вокальної студію «Angel Voices», де її вчителем музики була Атанаска Липчєва. Вона проходила прослуховування протягом перших трьох сезонів талант-шоу X Factor Bulgaria, але через вік не могла потрапити до шоу.

### 2015—2018: X Factor Bulgaria
У 2015 році після трьох спроб Георгієва нарешті пройшла кастинг та потрапила до прямих етерів талант-шоу X Factor Bulgaria. Вона покинула шоу на 9-му тижні. Попри те, що Георгієва не виграла X Factor, вона отримала пропозицію приєднатися до Virginia Records, але відхилила її. 2016 року вона приєдналася до Monte Music, і 10 червня 2016 року вийшов її перший сингл, «Нищо случайно», в якому брали участь Нікі Бакалов та VenZy.

### 2019— дотепер: «Євробачення»
25 листопада 2019 року стало відомо, що Георгієва представлятиме Болгарію на Пісенному конкурсі «Євробачення 2020» у нідерландському Роттердамі. 7 березня 2020 року відбулася прем'єра конкурсної пісні «Tears Getting Sober», з якою вона мала виступити 14 травня в другому півфіналі «Євробачення». 18 березня ЄМС повідомила, що пісенний конкурс не відбудеться через пандемію коронавірусу, проте за декілька днів болгарський мовник БНТ повідомив, що Георгієва представить Болгарію наступного року на «Євробаченні-2021».

## Дискографія

### Сингли
| «Нищо случайно» (за участю Нікі Бакалова та VenZy) | 2016 | —  | Сингли без альбому |
| «Незавършен роман»                                 | 2016 | 15 | Сингли без альбому |
| «Chast Ot Men»                                     | 2017 | 28 | Сингли без альбому |
| «Stranni Vremena»                                  | 2018 | 28 | Сингли без альбому |
| «I Wanna Know»                                     | 2019 | —  | Сингли без альбому |
| «Tears Getting Sober»                              | 2020 | 10 | Сингли без альбому |
| «—» означає, що сингл не увійшов до чарту.         |      |    |                    |